# Lijst van bruggen in Woerden
De bruggen in Woerden overspannen in de meeste gevallen de Oude Rijn of de Singel.

## Kwakelbrug

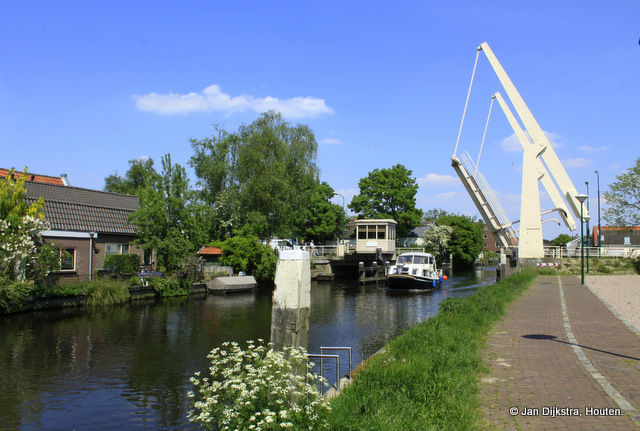
Kwakelbrug

De Kwakelbrug is een ophaalbrug over de Oude Rijn, tussen de Boerendijk en de Jozef Israëlslaan. Voor de scheepvaart is er een brugwachtersruimte. De brugwachter bedient ook de verderop gelegen Rozenbrug. Voordat de ophaalbrug in 1974 werd gebouwd, was hier een voetgangersbrug, een zogenaamde kwakel, van beton. 

## Rozenbrug

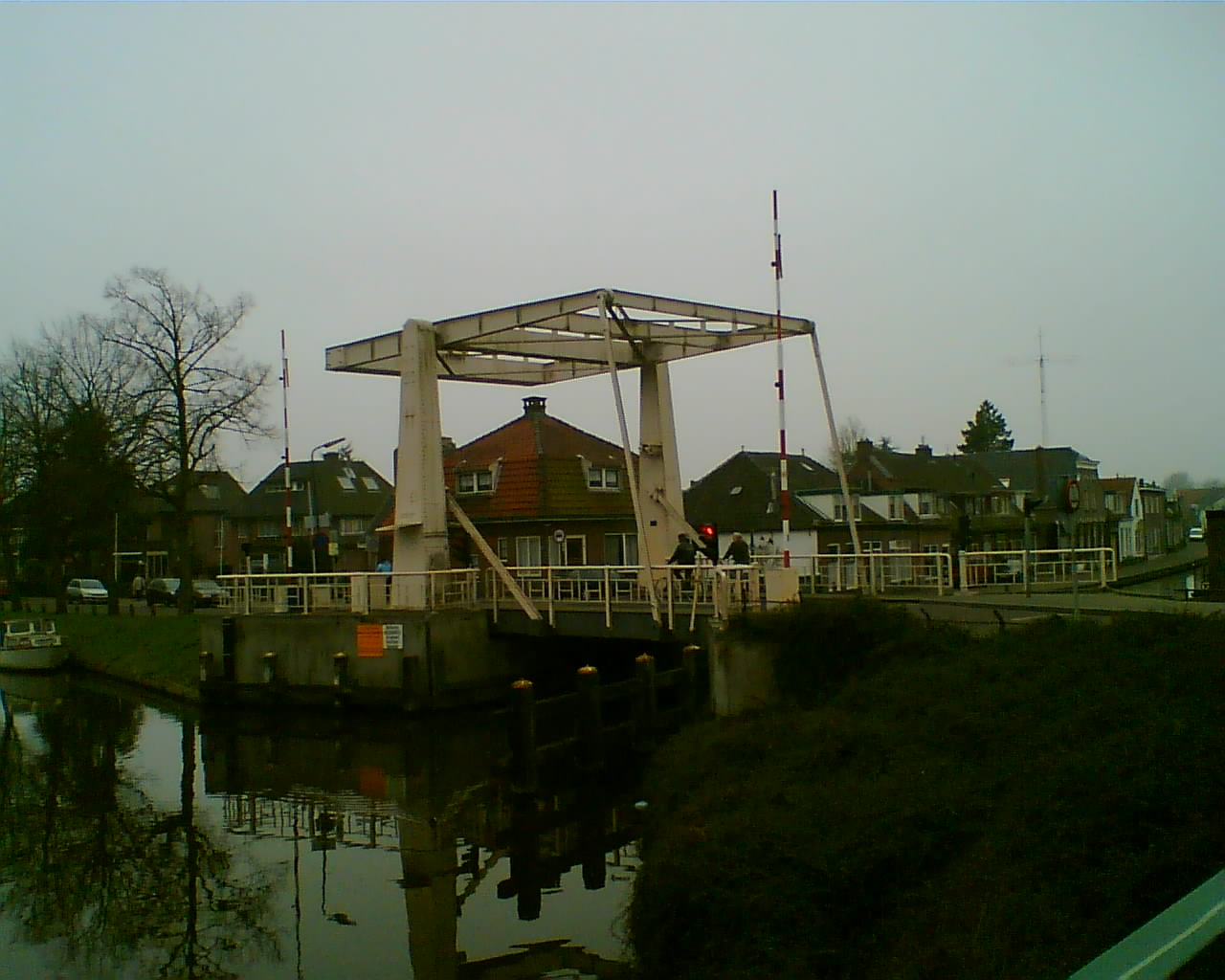
Rozenbrug

De Rozenbrug overspant de Oude Rijn, waar deze overgaat in de Singel. De brug verbindt de Westdam met de Singel/Prinsenlaan. De maximale diepgang is 1.90m. Deze brug ligt nabij de haven in de binnenstad. De brug kan worden geopend voor de scheepvaart. 

## Blokhuisbrug

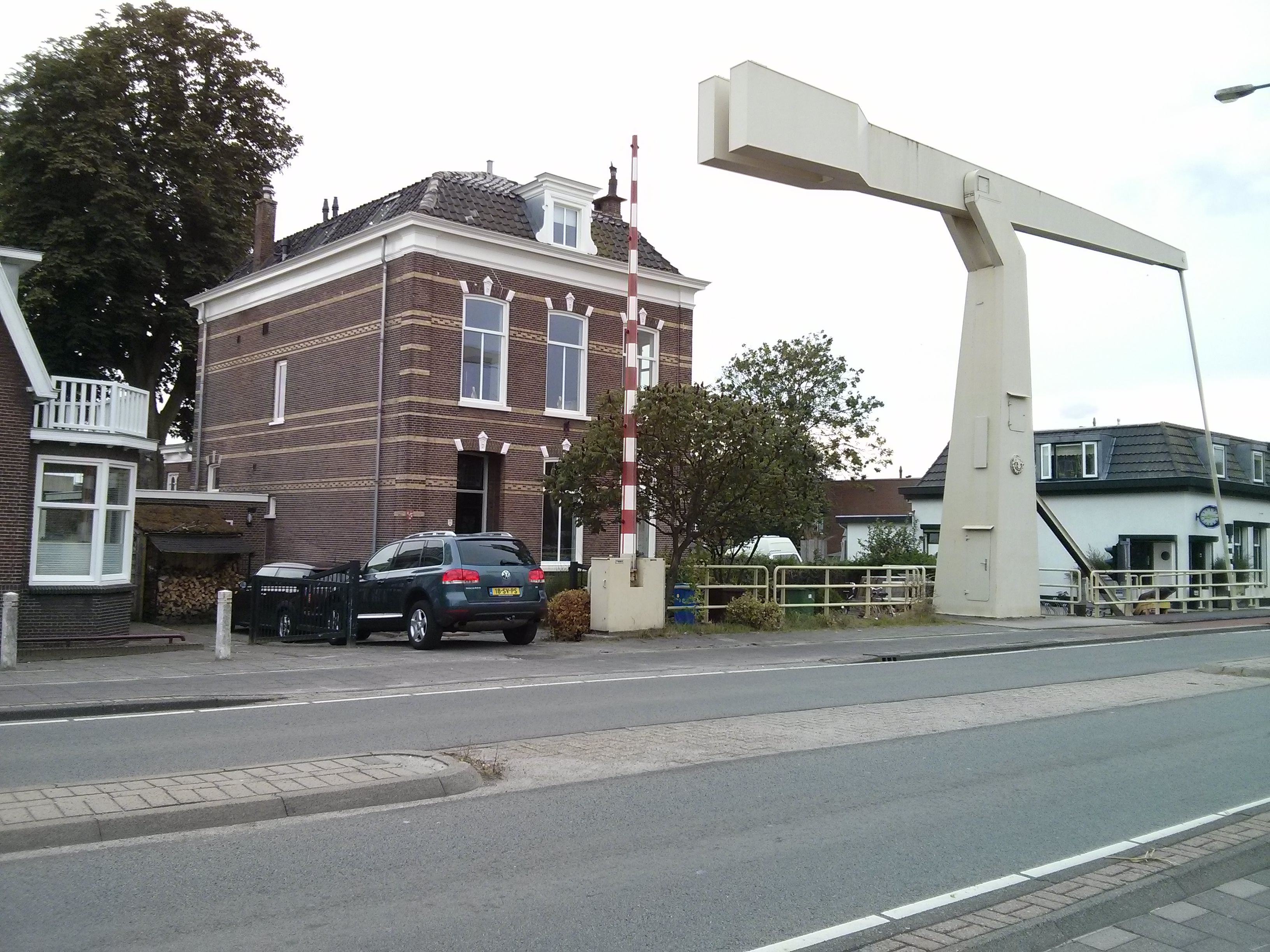
Blokhuisbrug

De Blokhuisbrug over de Grecht verbindt de Zegveldse Uitweg / Rietveld met de Leidsestraatweg. 

## Snellerbrug
De Snellerbrug verbindt het centrum met de Stationsweg, en gaat over de Oude Rijn. In 1985 werd de brug gerenoveerd. 
De brug werd ook wel Snellenbrug genoemd. De naam komt van de polder Snel.  

## Parijse brug
De Parijse brug is een betonnen boogbrug over de singel die het centrum met de Vogelbuurt verbindt. De officiële naam is Wilhelminabrug of ook wel Oostsingel-brug, maar zo wordt deze brug door niemand in Woerden genoemd. De brug ligt naast de Wilhelminaschool, en is gebouwd in 1939. De volksnaam Parijse brug komt door het uiterlijk met bogen.

## Burgemeester Vosbrug

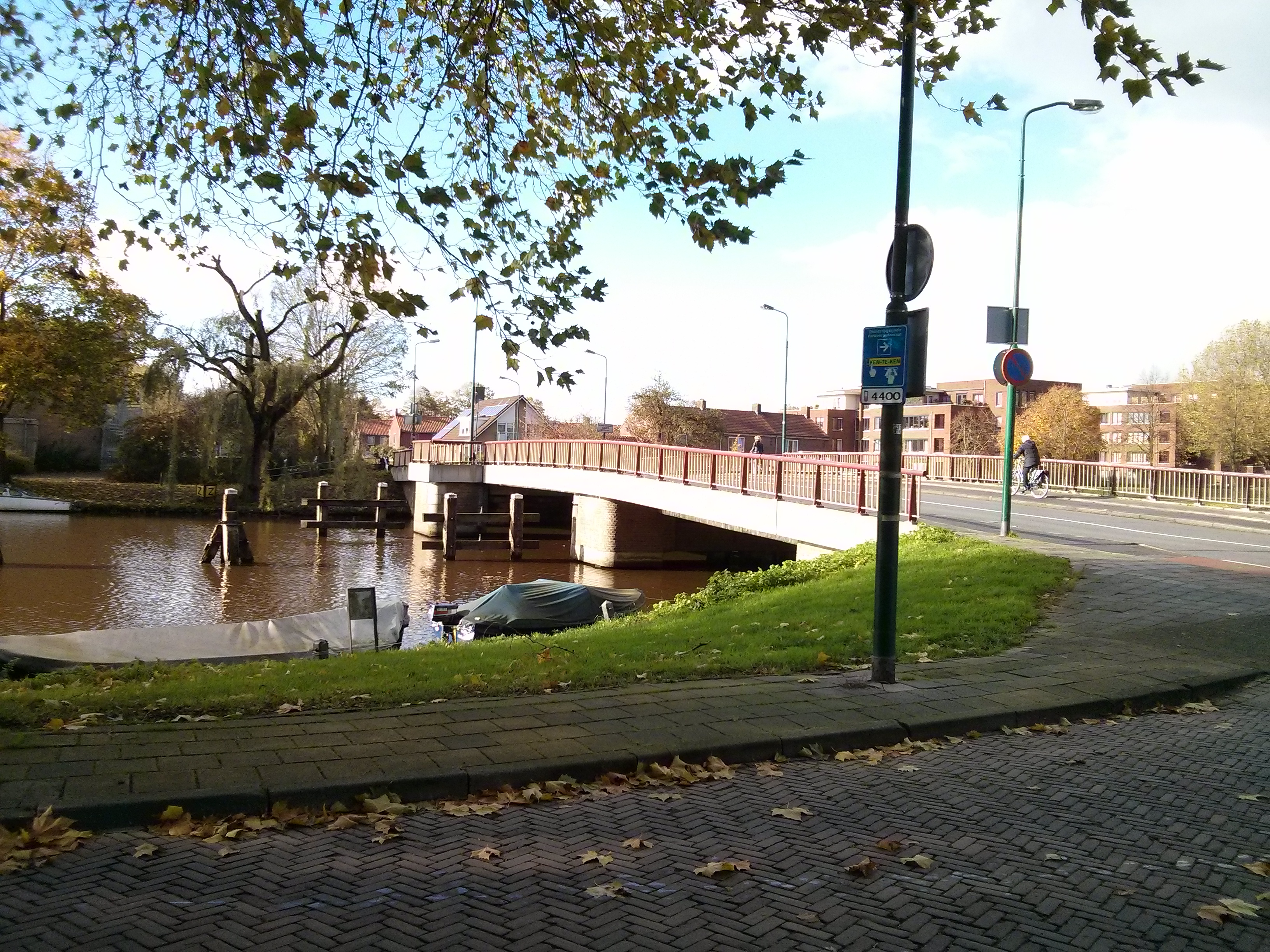
Burgemeester Vosbrug

De Burgemeester Vosbrug over de Singel verbindt de Oranjestraat met de Chrysantstraat. De brug is genoemd naar burgemeester H.H.C. Vos, die van 1947-1951 burgemeester van de gemeente Barwoutswaarder was.
In 1992 is de brug gerenoveerd en was toen lange tijd afgesloten voor autoverkeer. Dat jaar werd de ophaalbrug vervangen door een vaste brug.
In juli 2007 werd de 200 ton zware brug gevijzeld (langzaam omhoog geschroefd) om doorgang te bieden aan een woonboot die moest worden vervangen.

## Groepenbrug
De Groepenbrug verbindt Geestdorp met Breeveld en de Utrechtsestraatweg.
In 2008 werd deze brug vervangen door de Limesbrug. Sindsdien is deze brug in gebruik voor bestemmingsverkeer van Geestdorp, en voor fietsverkeer op deze route. 

## Limesbrug
Omdat de Groepenbrug de toename van het verkeer niet meer aankon, is op 5 maart 2008 de Limesbrug geopend.

## Nelson Mandelabrug
In februari 2015 is de Nelson Mandelabrug gereed, een brug over de Singel bij het station, naar de binnenstad bij het Klooster. Deze brug is enkel voor fietsers en voetgangers bedoeld.

### Frits-brug
Begin 2016 is nabij de Mandelabrug een kleine replica gemaakt om een stukje defensieeiland toegankelijk te maken voor de bewoners van dit eiland. De brug is vernoemd naar de Woerdense columnist Frits Bugter die in 2015 is overleden.

## Kleine bruggen
In Waterrijk zijn enkele bruggen die wel een naam hebben gekregen, maar geen noemenswaardige historie hebben.
- Salamanderbrug - Veluwemeer, tussen Bodenmeer en Kallameer
- Kikkerbrug - Veluwemeer, tussen Bodenmeer en Sneekermeer
- Stormeerbrug - voetgangersbrug tussen Sneekermeer en Stormeer
- Inaribrug - Voetgangersbrug tussen Inarimeer en Stormeer
- Kallameerbrug - Fietsbrug tussen Kallameer en Adenauerlaan
- Meanderbrug - Fiets en voetgangersbrug tussen Fort Oranje en Oudelandseweg